# 通用开发与散布许可证
通用開發與散佈許可證（英語：Common Development and Distribution License，簡稱CDDL） 是一個自由軟體授權，由昇陽電腦提出，以Mozilla公共許可證（MPL）1.1版本為基礎。
經過考慮後，昇陽將原用於自由軟體／開放原始碼軟體計畫的昇陽公共許可證（SPL）改寫為SPLv2，即為現在的CDDL。此兩者兼源自於MPL。
2005年1月，修正後的CDDL進行第二次的提案送交：預防CDDL和歐洲著作權法牴觸，以及允許單開發者使用CDDL進行自己的工作。
以CDDL釋出的例子:
- OpenSolaris (including DTrace（英语：DTrace）, initially released alone, and ZFS)
- NetBeans IDE and RCP
- GlassFish
- Java Web Services Development Pack（英语：Java Web Services Development Pack）
- Project DReaM（英语：Project DReaM）

## 參閱
- Mozilla公共許可證
- BSD許可證
- 雙（多）重許可
- GNU通用公共許可證
- GNU自由文件許可證
- GNU較寬鬆公共許可證
- GMGPL
- 軟體許可證列表